# Pływanie na Letnich Igrzyskach Olimpijskich 1900 – 200 metrów z przeszkodami
Pływanie na 200 metrów z przeszkodami na Letnich Igrzyskach Olimpijskich 1900 w Paryżu, zostało rozegrane jedyny raz w historii. Zawodnicy musieli pokonać trzy rodzaje przeszkód – wdrapać się na słup przy basenie, następnie przebiec po rzędzie łodzi i finalnie, przepłynąć pod kolejnym rzędem łodzi. Zwyciężył Australijczyk Frederick Lane. Półfinały odbyły się 11 sierpnia, a finał 12 sierpnia.

## Wyniki

### Półfinały
Do finału awansowało dwóch najlepszych zawodników z każdego półfinału (Q) oraz kolejnych czterech z najlepszymi czasami (q).

#### Półfinał 1
| Pozycja | Zawodnik            | Kraj            | Wynik  | Uwagi |
| ------- | ------------------- | --------------- | ------ | ----- |
| 1.      | Frederick Lane      | Australia       | 3:04,0 | Q     |
| 2.      | Karl Ruberl         | Austria         | 3:06,0 | Q     |
| 3.      | Frederick Stapleton | Wielka Brytania | 3:18,4 | q     |
| 4.      | Louis Marc          | Francja         | 3:29,2 | q     |

#### Półfinał 2
| Pozycja | Zawodnik         | Kraj            | Wynik  | Uwagi |
| ------- | ---------------- | --------------- | ------ | ----- |
| 1.      | Otto Wahle       | Austria         | 2:56,0 | Q     |
| 2.      | William Henry    | Wielka Brytania | 3:14,4 | Q     |
| 3.      | Jules Verbecke   | Francja         | 3:18,0 | q     |
| 4.      | Victor Hochepied | Francja         | 3:37,2 |       |

#### Półfinał 3
| Pozycja | Zawodnik          | Kraj              | Wynik  | Uwagi |
| ------- | ----------------- | ----------------- | ------ | ----- |
| 1.      | Peter Kemp        | Wielka Brytania   | 3:12,0 | Q     |
| 2.      | Maurice Hochepied | Francja           | 3:16,2 | Q     |
| 3.      | Joseph Bertrand   | Francja           | 3:28,2 | q     |
| 4.      | Fred Hendschel    | Stany Zjednoczone | 3:45,2 |       |

### Finał
| Pozycja | Zawodnik            | Kraj            | Wynik  | Uwagi |
| ------- | ------------------- | --------------- | ------ | ----- |
| złoto   | Frederick Lane      | Australia       | 2:38,4 |       |
| srebro  | Otto Wahle          | Austria         | 2:40,0 |       |
| brąz    | Peter Kemp          | Wielka Brytania | 2:47,4 |       |
| 4.      | Karl Ruberl         | Austria         | 2:51,2 |       |
| 5.      | Frederick Stapleton | Wielka Brytania | 2:55,0 |       |
| 6.      | William Henry       | Wielka Brytania | 2:58,0 |       |
| 7.      | Maurice Hochepied   | Francja         | 2:58,0 |       |
| 8.      | Jules Verbecke      | Francja         | 3:08,4 |       |
| 9.      | Joseph Bertrand     | Francja         | 3:17,0 |       |
| 10.     | Louis Marc          | Francja         | 3:30,6 |       |